# 九江河

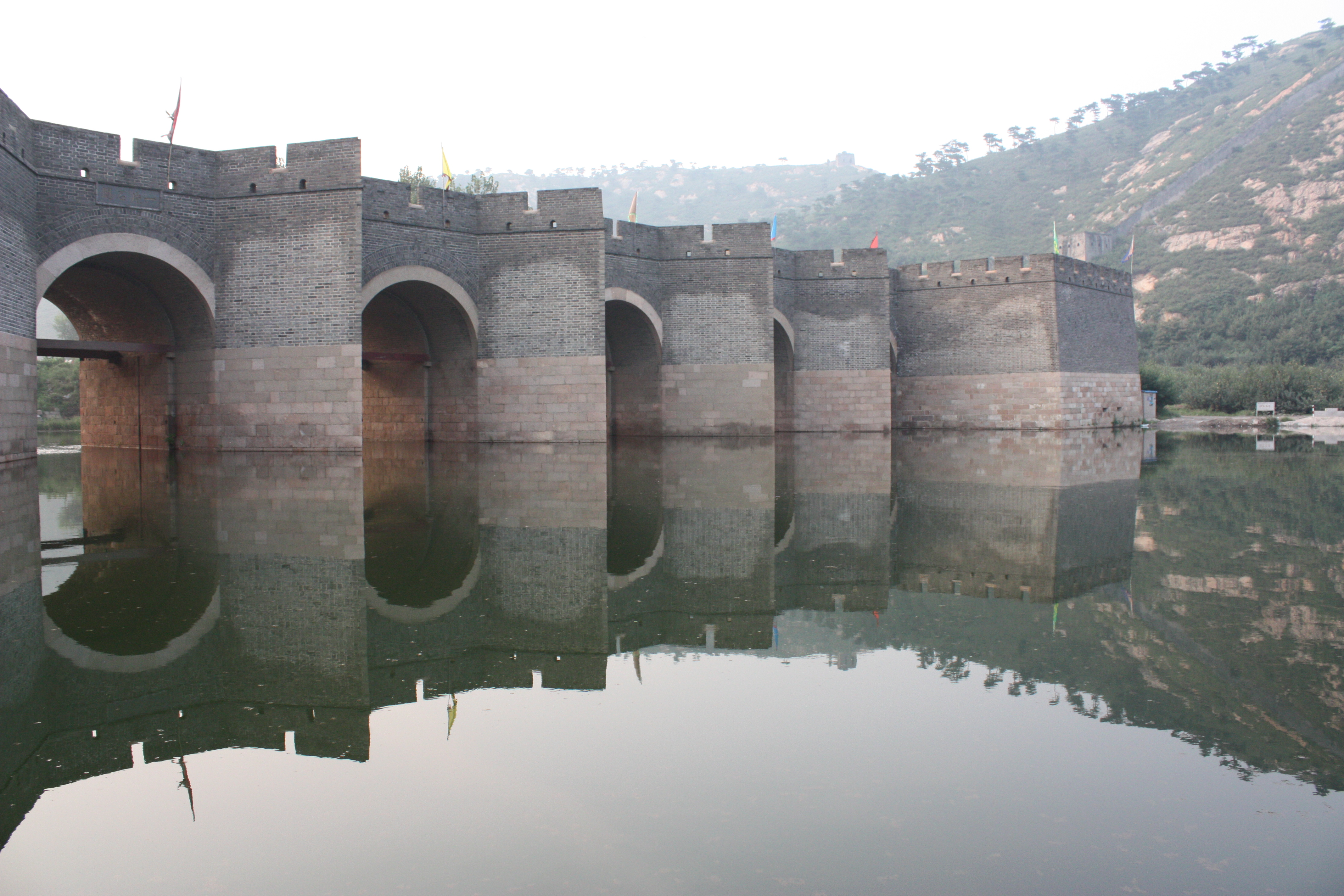
九门口长城河段

九江河，流经中华人民共和国河北省和辽宁省的一条独流入海河流，发源于河北省秦皇岛市海港区驻操营镇甘城子村以北苗城子一带的燕山山脉，向南流经东贺庄村（原东贺庄乡），过九门口村九门口长城后进入辽宁省绥中县境内，向东南流，经李家堡乡、西甸子镇皇姑村、户尚屯村、万家镇苏家村、老军屯村等地，最后在万家镇万家村以东注入渤海。河流全长33千米，流域面积180平方千米（其中河北省境内32平方千米），河道平均比降6.64‰，年均径流量0.4亿立方米。九江河上游河北省境内比降较多，河床为卵石；下游辽宁省境内沿岸为沿海丘陵，水土流失严重，是绥中水果的重要产区。九江河流经的九门口长城，古称一片石，在古代是交通要道，为兵家必争之地。明朝末年，李自成的农民军与吴三桂和清军就是在这里发生了激战。